# الانتخابات البرلمانية العراقية (1953)
أجريت الانتخابات البرلمانية في العراق في 17 يناير 1953 لانتخاب أعضاء مجلس النواب. وكانت النتيجة فوز حزب الاتحاد الدستوري، الذي حصل على 67 مقعدا من أصل 135 مقعدًا.